# Murray Rose
Iain Murray Rose (Nairn, 6 de janeiro de 1939 - Sydney, 15 de abril de 2012) foi um nadador escocês, naturalizado australiano, vencedor de quatro medalhas de ouro olímpicas entre 1956 e 1960.
Foi recordista mundial dos 400 metros livres entre 1956 e 1958 e entre 1962 e 1964, 800 metros livres entre 1962 e 1966, e dos 1500 metros livres em 1956 e em 1964.
Foi também ator, tendo aparecido em dez produções, tanto para o cinema quanto para a televisão, entre elas Ice Station Zebra.